# Violetta Bielecka
Bożena Violetta Bielecka (ur. 2 marca 1957) – polska dyrygentka i kierowniczka Chóru Opery i Filharmonii Podlaskiej, a od 1 grudnia 2020 roku pełniąca obowiązki dyrektora tej instytucji. Jest profesorem sztuk muzycznych na Wydziale Instrumentalno-Pedagogicznym w Akademii Muzycznej im. F. Chopina – filii w Białymstoku.

## Życiorys
Absolwentka Państwowej Szkoły Muzycznej I i II st. w Białymstoku w klasie fortepianu. Studiowała dyrygenturę chóralną pod kierunkiem prof. J. Boka i prof. R. Zimaka w Państwowej Wyższej Szkole Muzycznej w Warszawie. Prowadzi Chór Żeński Zespołu Szkół Muzycznych Schola Cantorum Bialostociensis. Jest założycielką i dyrygentem artystycznym Białostockiego Chóru Kameralnego Cantica Cantamus. Przez cztery lata (1995–1999) pracowała w Akademii Muzycznej im. F. Nowowiejskiego w Bydgoszczy. W latach 1995–1997 była konsultantem wokalnym Chóru Operowego Teatru Narodowego w Warszawie. Od roku 1998 jest prezesem Stowarzyszenia Miłośników Muzyki Chóralnej Cantica Cantamus oraz organizatorem Międzynarodowych Warsztatów Młodzieży Polskiej i Polonijnej. W latach 1999–2005 była kierownikiem Zakładu Dyrygentury Chóralnej AMFC Filii w Białymstoku, tam zainicjowała oraz zorganizowała trzy Konkursy Młodych Chórmistrzów. Jest również wykładowcą klasy śpiewu w Zespole Szkół Muzycznych im. I.J. Paderewskiego w Białymstoku. Od 2000 jest dyrektorem artystycznym Międzynarodowego Festiwalu Pieśni Sakralnej Łapskie Te Deum. Jej potężny dorobek pedagogiczny to szereg znakomicie wykształconych chórmistrzów, wokalistów chóralnych, a także śpiewaków solowych. Zdobyła szereg nagród na prestiżowych konkursach chóralnych – m.in. w Lipsku, Legnicy i Warszawie. Uczestniczy jako członek jury na festiwalach i konkursach chóralnych w kraju i za granicą.
W 2000 roku otrzymała tytuł naukowy profesora nadzwyczajnego sztuk muzycznych, a w 2006 roku tytuł profesora zwyczajnego. W 2002 roku została odznaczona Złotym Krzyżem Zasługi nadanym przez Prezydenta RP. W czerwcu 2006 została wyróżniona odznaką honorową „Zasłużony dla Kultury Polskiej”. W 2009 roku Chór Opery i Filharmonii Podlaskiej pod jej kierownictwem otrzymał nagrodę Fryderyka za fonograficzny debiut roku. W 2012 została laureatką nagrody imienia Jerzego Kurczewskiego – jedynej nagrody w Polsce związanej z chóralistyką.

## Nagrody i odznaczenia
- Krzyż Kawalerski Orderu Odrodzenia Polski – 2025[4]
- Złoty Krzyż Zasługi – 2002
- Odznaka honorowa „Zasłużony dla Kultury Polskiej” – 2006[2]
- Srebrny Medal „Zasłużony Kulturze Gloria Artis” – 2008
- Medal Komisji Edukacji Narodowej – 2009
- laureatka nagrody im. Jerzego Kurczewskiego[3]